# 怪怪家庭
《怪怪家庭》美国电视剧，于2012年10月26日在全国广播公司播出。